# بارياتينو (كالوغا)
بارياتينو (بالروسية: Барятино) هي مدينة في مقاطعة كالوغا أوبلاست في روسيا.
يبلغ عدد سكانها حوالي 2576 نسمة.